# アリレザ・ファガニー
アリレザ・ファガニー（ペルシア語: على رضا فغانى、英: Alireza Faghani, 1978年3月21日 - ）はイラン・ラザヴィー・ホラーサーン州カシュマール出身で、オーストラリア在住のサッカー審判員。

## 概要
イランサッカーリーグでサッカー審判員のキャリアを開始した後、2008年にFIFAのライセンスを取得し国際審判員として活動している。母語であるペルシア語の他に、第二言語として英語を使用できる。本業は公務員。
AFCチャンピオンズリーグやFIFAワールドカップアジア予選で主審を務めている他、2009年にはAFCプレジデンツカップの決勝で、2010年にはAFCチャレンジカップの決勝で主審を務めた。
2012年に発表された2014 FIFAワールドカップ主審の予備リストにも名前を連ねている。
FIFAクラブワールドカップ2015では決勝の主審を務めた。
2018 FIFAワールドカップでは3位決定戦・ベルギー対イングランドで主審を務めた。
2019年9月にオーストラリアに移住し、現在はAリーグ男子の審判員を務め、2023年からは国際大会でオーストラリアの審判員として務めている。

## 担当した主な国際大会

### FIFAワールドカップ・アジア予選
- 2014 FIFAワールドカップ・アジア予選
  - 3次予選：グループB  レバノン vs  アラブ首長国連邦、グループC  朝鮮民主主義人民共和国 vs  ウズベキスタン
  - 4次予選：グループB  オマーン vs  オーストラリア、 ヨルダン vs  日本

### AFCチャンピオンズリーグ
- AFCチャンピオンズリーグ2022
  - ラウンド16：ヴィッセル神戸 vs 横浜F・マリノス[6]
  - 準決勝：全北現代モータース vs 浦和レッドダイヤモンズ[7]